# Église Notre-Dame-de-l'Assomption de Meudon
L'église Notre-Dame-de-l'Assomption de Meudon se situe au 36 bis avenue du Général-Gallieni dans le quartier de Bellevue à Meudon dans le département français des Hauts-de-Seine. Elle est dédiée à l'Assomption de la Vierge Marie.

## Histoire

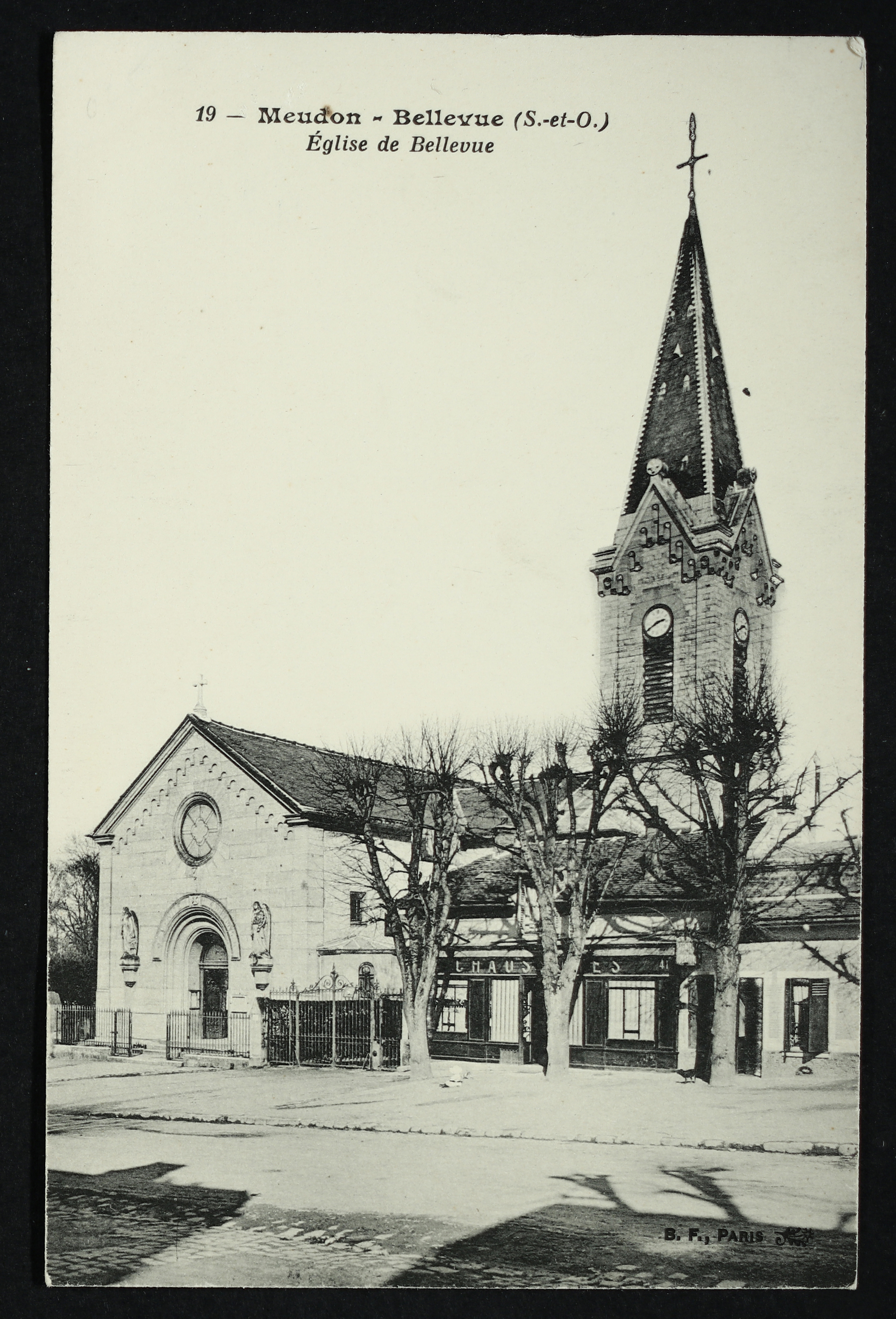
Carte postale - Meudon - Église de Bellevue

Après la Révolution, le château de Bellevue fut détruit et ensuite le parc de Bellevue fut loti. De riches propriétaires et des villégiateurs parisiens qui y passaient l'été décidèrent en 1845 de construire une chapelle terminée à leurs frais. Elle fut construite sur un terrain acheté à la Compagnie des Chemins de Fer de Paris à Versailles, d'où sa proximité avec l'actuelle ligne de chemin de fer.
Après des difficultés avec le maire de Meudon, Verd de Saint-Julien, Bellevue est érigée en paroisse en 1858. Napoléon III signa le 2 août 1858 le décret ordonnant l’érection de la paroisse de Bellevue. La confirmation canonique du 12 août, signée par l’évêque de Versailles, Monseigneur Mabile, donna le statut ecclésial et pastoral définitif à la nouvelle communauté de croyants. Puis l'agrandissement de la chapelle en église et l'érection d'un clocher sont vivement contestés par le maire. L'affaire remonte au ministre des Cultes et jusqu'à l'Empereur qui signe le décret d'autorisation le 25 mai 1861.
Depuis la loi de séparation de 1905, l'église appartient à la commune qui l'entretient régulièrement.
Dès l'entrée dans l'église, le regard est attiré par la belle rosace au fond du chœur représentant la Vierge à l'Enfant, œuvre de la manufacture de Sèvres datant de 1846. L'Enfant Jésus, assis sur les genoux de la Mère tend les bras vers les fidèles comme pour leur dire « Venez les bénis de mon Père... » (Mt 25,34). Cette rosace surplombe la Croix du supplice d'où jaillit Jésus déjà ressuscité.
L'église a été l'objet d'une infox en novembre 2020 lorsque plusieurs grands médias américains ont repris une information erronée d'un tweet, vu plus d'un million de fois, indiquant que les églises de Paris sonnaient pour célébrer la victoire de Joe Biden à l'élection présidentielle, avec en illustration dans le tweet une vidéo du clocher de l'église Notre-Dame de l'Assomption de Meudon,, une information que le diocèse de Nanterre a été obligée de démentir.

## Pour approfondir